# Boroskrakkó község
Boroskrakkó község (románul: Comuna Cricău) község Fehér megyében, Romániában. Központja Boroskrakkó, beosztott falvai Királypataka és Tibor.

## Fekvése
A Torockói-hegység délkeleti oldalában, a Krakkói-patak mellett helyezkedik el.

## Népessége
1850-től a népesség alábbiak szerint alakult:
| Lakosok száma | 1891 | 2386 | 2729 | 3070 | 2878 | 2571 | 2548 | 2097 | 1912 | 1879 |
|               | 1850 | 1880 | 1900 | 1941 | 1956 | 1966 | 1977 | 2002 | 2011 | 2021 |

A 2011-es népszámlálás adatai alapján a község népessége 1912 fő volt, melynek 94,51%-a román és 1,46%-a cigány. Vallási hovatartozás szempontjából a lakosság 93,46%-a ortodox, 2,09%-a baptista

## Nevezetességei
A község területén található műemlékek:
- a dák várként nyilvántartott Kecskekő vár, Királypatakától 5 kilométerre északkeletre (LMI-kódja AB-I-s-A-00028)
- a boroskrakkói református templom (AB-II-a-A-00211)
- a boroskrakkói ortodox parókia (AB-II-m-B-00212)